# جيرهارد واينبرج
جيرهارد واينبرج (بالإنجليزية: Gerhard Weinberg) (و. 1928  م) هو مؤرخ العصر الحديث، ومؤرخ، وأستاذ جامعي، وكاتب أمريكي، ولد في هانوفر، هو عضوٌ في الأكاديمية الأمريكية للفنون والعلوم.

## التعليم
تعلم في جامعة شيكاغو، وتعلم في جامعة ألباني
.

## جوائز
حصل على جوائز منها:
- جائزة جورج لويس بير  [لغات أخرى]‏ (1971)
- زمالة غوغنهايم